# Ranatrinae
Sous-famille
Les Ranatrinae sont une sous-famille d'insectes aquatiques, de l'infra-ordre des hétéroptères (punaises) et de la famille des Nepidae.

## Description
Les Ranatrinae se distinguent des Nepinae, l'autre sous-famille de Nepidae, par le fait que sur la face ventrale de l'abdomen, les segments latéraux sont concaves, cachés par un repli, donnant l'impression de voir deux bandes longitudinales centrales (les sternites) et deux bandes latérales. Chez les femelles, la plaque sous-génitale (7e segment abdominal) est compressé latéralement. Les œufs ont deux « cornes » respiratoires (cinq ou plus chez ceux des Nepinae). Les hanches (coxae) médianes sont séparées l'une de l'autre par une distance inférieure à celle du diamètre de l'une d'elles. Comme chez tous les Nepidae, les pattes antérieures, ravisseuses, ont leur base très en avant du prothorax, juste derrière la tête. Leur corps très allongé leur a valu le nom vernaculaire anglais de « water stick insects », littéralement « phasmes aquatiques » (« insectes-bâtonnets aquatiques »).

## Répartition et habitat
Les Ranatrinae sont cosmopolites, mais avec des répartitions différentiées selon les taxons.
La première tribu, les Ranatrini, comprend un genre réellement cosmopolite, Ranatra, avec de très nombreuses espèces dans les régions néotropicale (entre 40 et 50 espèces) et indomalaise (une trentaine d'espèces), et un genre d'Asie tropicale, Cercotmetus,.
Les deux autres tribus, Austronepini et Goondnomdanepini, toutes deux monotypiques, sont endémiques d'Australie.
Les Ranatrinae habitent les eaux calmes généralement avec des débris végétaux (Ranatra) ou des herbiers. Goondnomdanepa a été trouvée sous des cailloux dans des cours d'eau peu profond.

## Biologie

### Adaptation à la vie aquatique

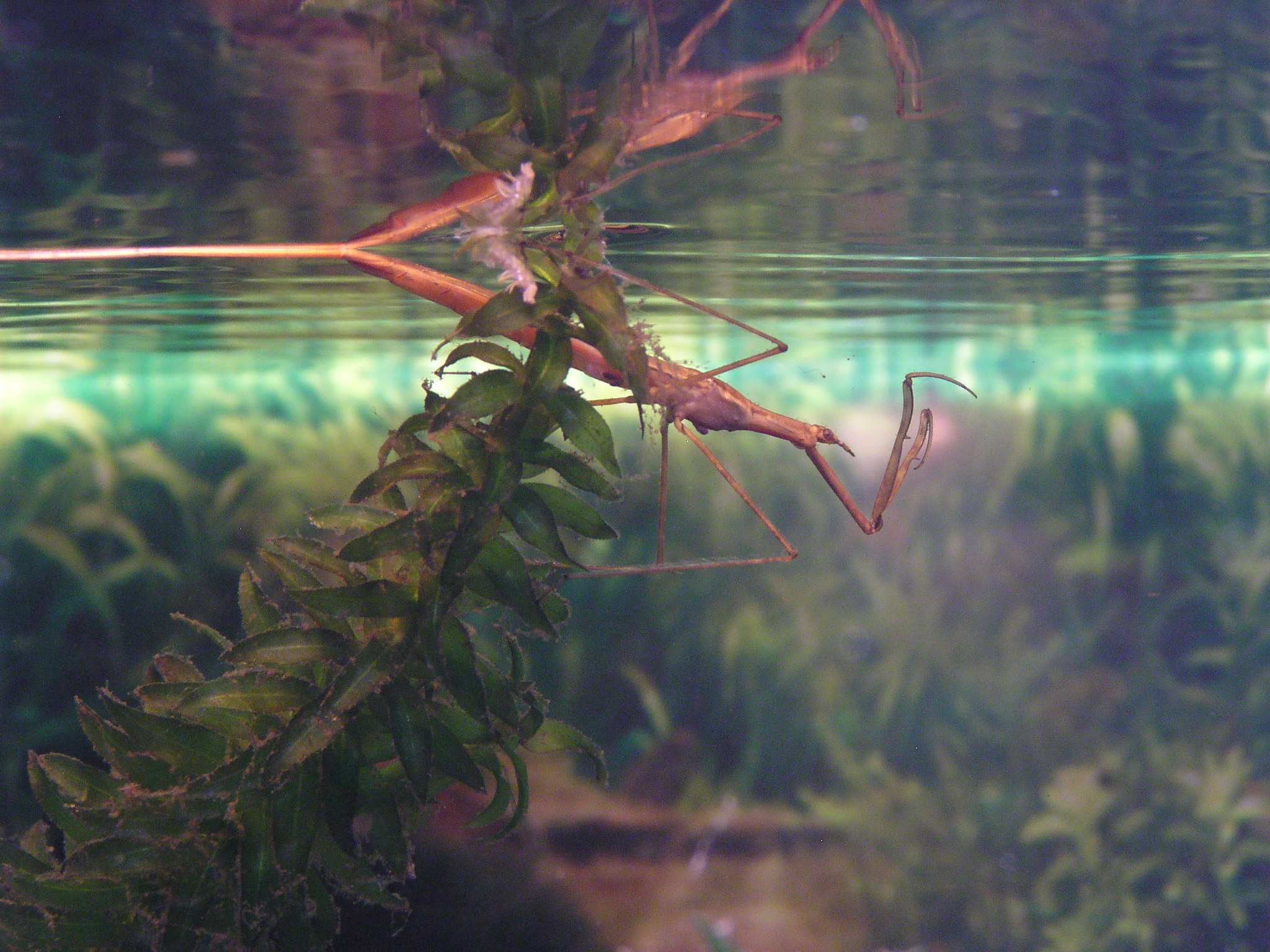
Ranatre linéaire en train de respirer avec son siphon à la surface

Ces punaises se sont adaptées à la vie aquatiques: elles respirent à travers un "siphon", formé par le dernier segment abdominal transformé en structures tubulaires, qui amène l'air aux spiracles abdominaux, placés dorsalement. Ce siphon leur permet de respirer comme par un « tuba » placé en arrière du dos, en restant sous l'eau. Ils ont également des organes hydrostatiques, placés sur les segments abdominaux 4 à 6, près des spiracles, qui permettent à l'insecte de garder son orientation dans l'eau. Lorsque leur mare s'assèche, elles peuvent s'envoler grâce à leurs ailes développées, permettant ainsi la colonisation de mares temporaires et la dispersion.

### Alimentation

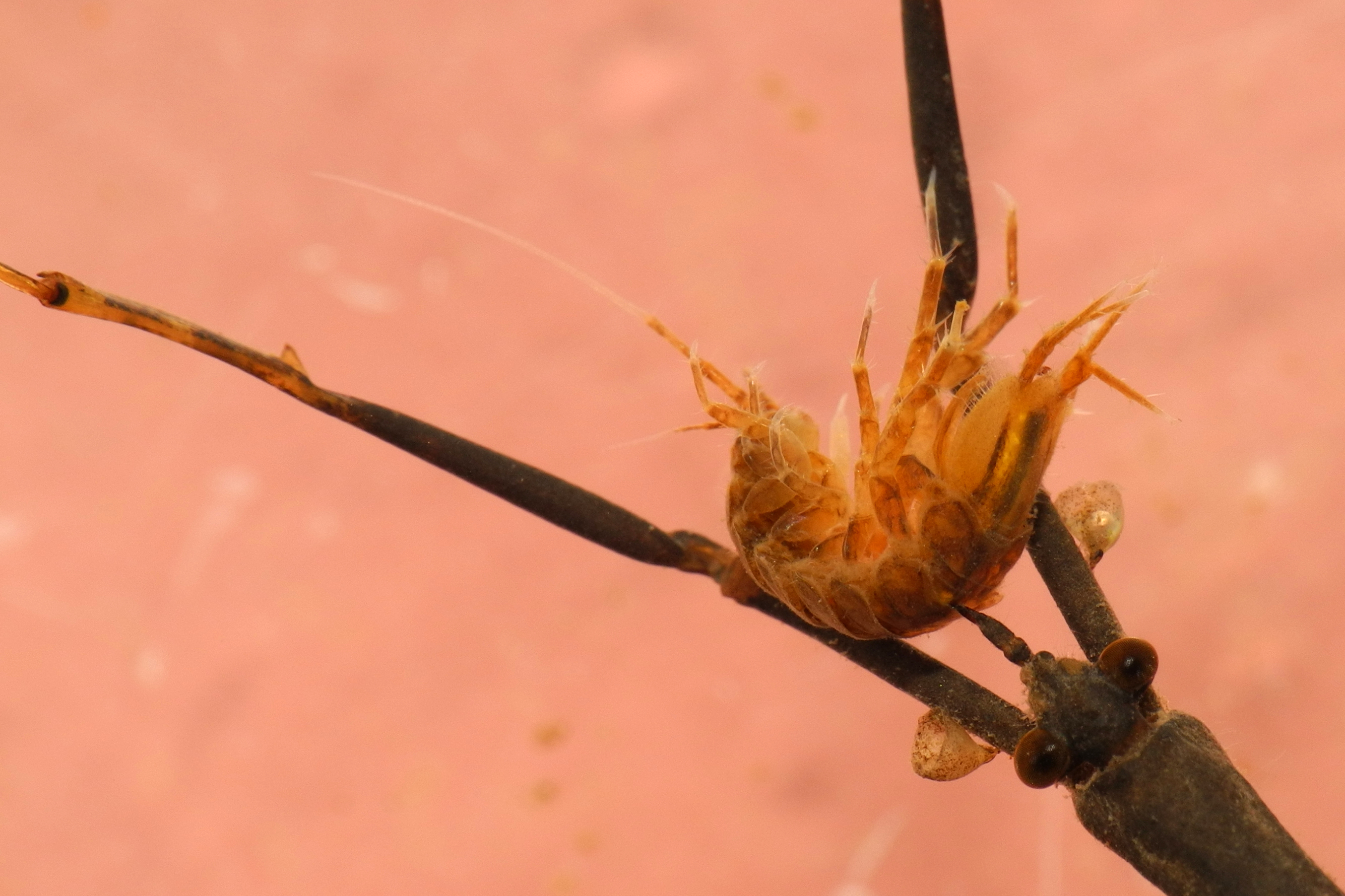
Ranatre (Ranatra sp.) se nourrissant d'une aselle (photo Thomas Bresson).

Tant les juvéniles que les adultes sont zoophages et prédatrices, chassant à l'affut dans les herbiers ceinturant les plans d'eau. Elles peuvent manger voracement des larves d'insectes, notamment des larves de moustiques, jusqu'à 90 par jour, des fourmis, des larves de libellules et de coléoptères et des annélides, voire des têtards et des petits poissons. Par leur régime alimentaires, ces punaises sont donc des contrôleurs de la prolifération des moustiques.

### Cycle de développement

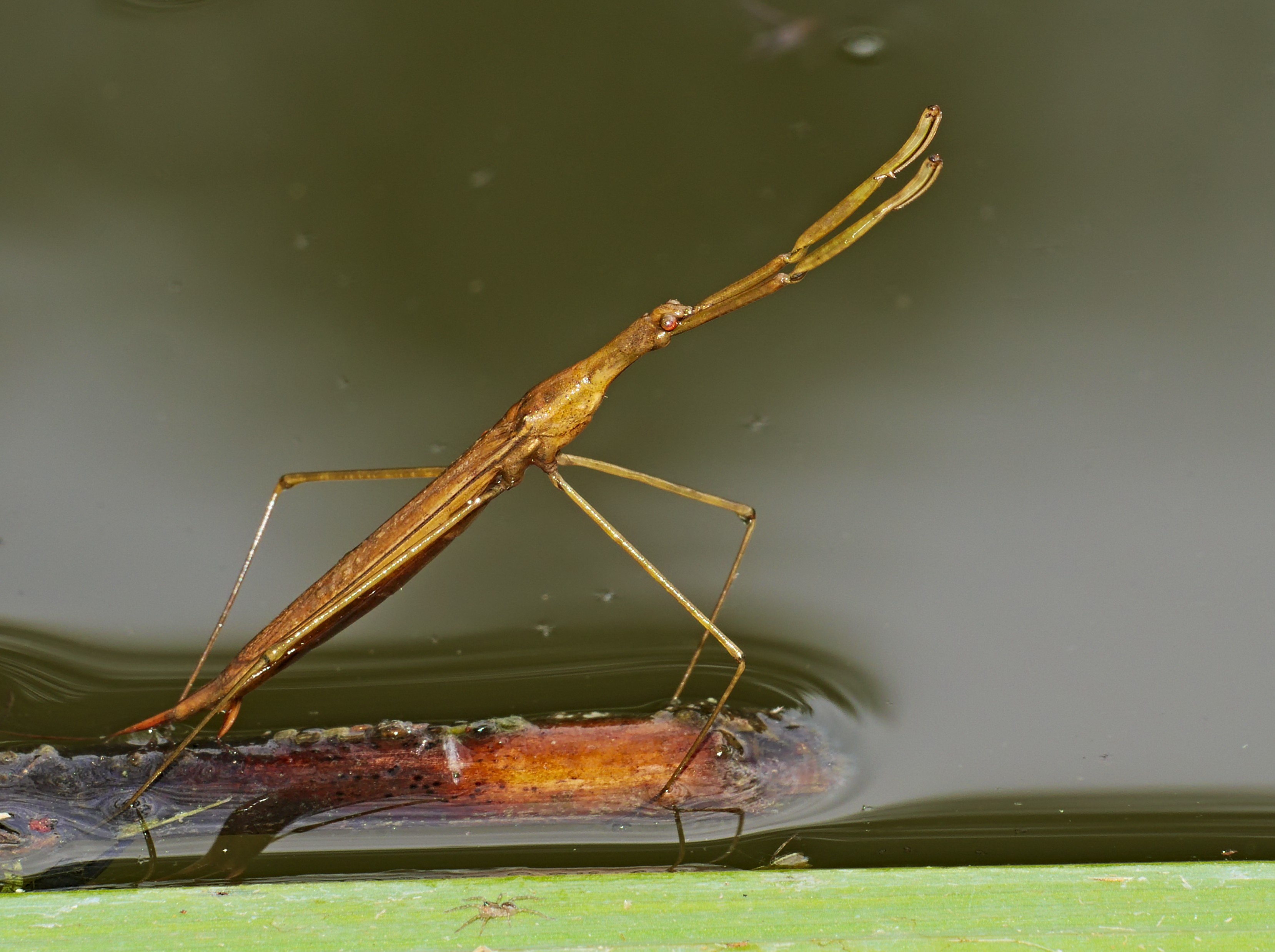
Ranatre linéaire en train de pondre (Allemagne)

Chez Ranatra parvipes, lors de la ponte, la femelle insère son ovipositeur dans les tissus végétaux et le retire à chacun des œufs pondus, qui sont dès lors attachés au végétal par deux filaments. L’œuf, d'abord blanc, se teinte en orange au fur et à mesure de sa maturation. Le développement embryonnaire dure de 7 à 12 jours. Après l'éclosion, comme chez tous les Hétéroptères, le juvénile passe par 5 stades et 5 mues avant de devenir adulte. Chez Ranatra parvipes vicina, le stade 1 dure 6 jours, le stade 2, 4 jours, le stade 3, qui voit apparaître les ébauches alaires, 4 jours également, le stade 4, qui voit l'allongement des ailes postérieures, 6 jours, et le stade 5, 11 jours. L'insecte atteint le stade adulte 31 jours après l'éclosion. Chez Ranatra elongata, cette durée est plutôt de 40 à 45 jours.

### Stridulation
Certaines espèces de Ranatra sont capables d'émettre des stridulations.

### Parasites
On a observé chez Ranatra des parasites du genre Hydrachna (acariens trombidiformes).

## Systématique
Le premier taxon supragénérique formé à partir de Ranatra est celui de « Ranatridae », créé par John William Douglas et John Scott en 1865 dans The British Hemiptera, vol. I (Hemiptera-Heteroptera). La plupart des auteurs lui donnent aujourd'hui le rang de sous-famille, bien que certains aient proposé celui de famille. Aujourd'hui, la classification la plus souvent retenue est celle de la synthèse de Štys & Jansson (1988).
Les Ranatrinae sont séparés en trois tribus distinctes, les Austronepini, les Goondnomdanepini et les Ranatrini. Les deux premières sont monotypiques (ne comprennent qu'un seul genre, avec respectivement une et trois espèces) et restreintes à l'Australie. Les Ranatrini comprennent deux genres, Cercotmetus et Ranatra. Ce dernier, très riche en espèces, est encore en discussion pour en établir la phylogénie, et comprend plusieurs groupes d'espèces,. Il est considéré comme s'étant diversifié à partir de plusieurs foyers.
I. Lansbury a révisé les Ranatra de la région indomalaise en 1972, ainsi que le genre Cercotmetus en 1973. Pingping. Chen, Nico Nieser et Jen-Zon Ho ont révisé les espèces chinoises en 2004. A. D. Tran et Herbert Zettel ont révisé les espèces du groupe de R. gracilis ainsi que celle du groupe de R. biroi en 2021.

### Étymologie
Le terme de « Ranatrinae » est dérivé du nom de genre Ranatra, donné par Fabricius en 1790, semble-t-il à partir de Rana, le nom latin de la grenouille.

### Liste des tribus et genres
Selon BioLib (5 février 2023) :
- tribu Austronepini Menke & Stange, 1964
  - genre Austronepa Menke & Stange, 1964
- tribu Goondnomdanepini Lansbury, 1974
  - genre Goondnomdanepa Lansbury, 1974
- tribu Ranatrini Douglas & Scott, 1865
  - genre Cercotmetus Amyot & Serville, 1843
  - genre Ranatra Fabricius, 1790

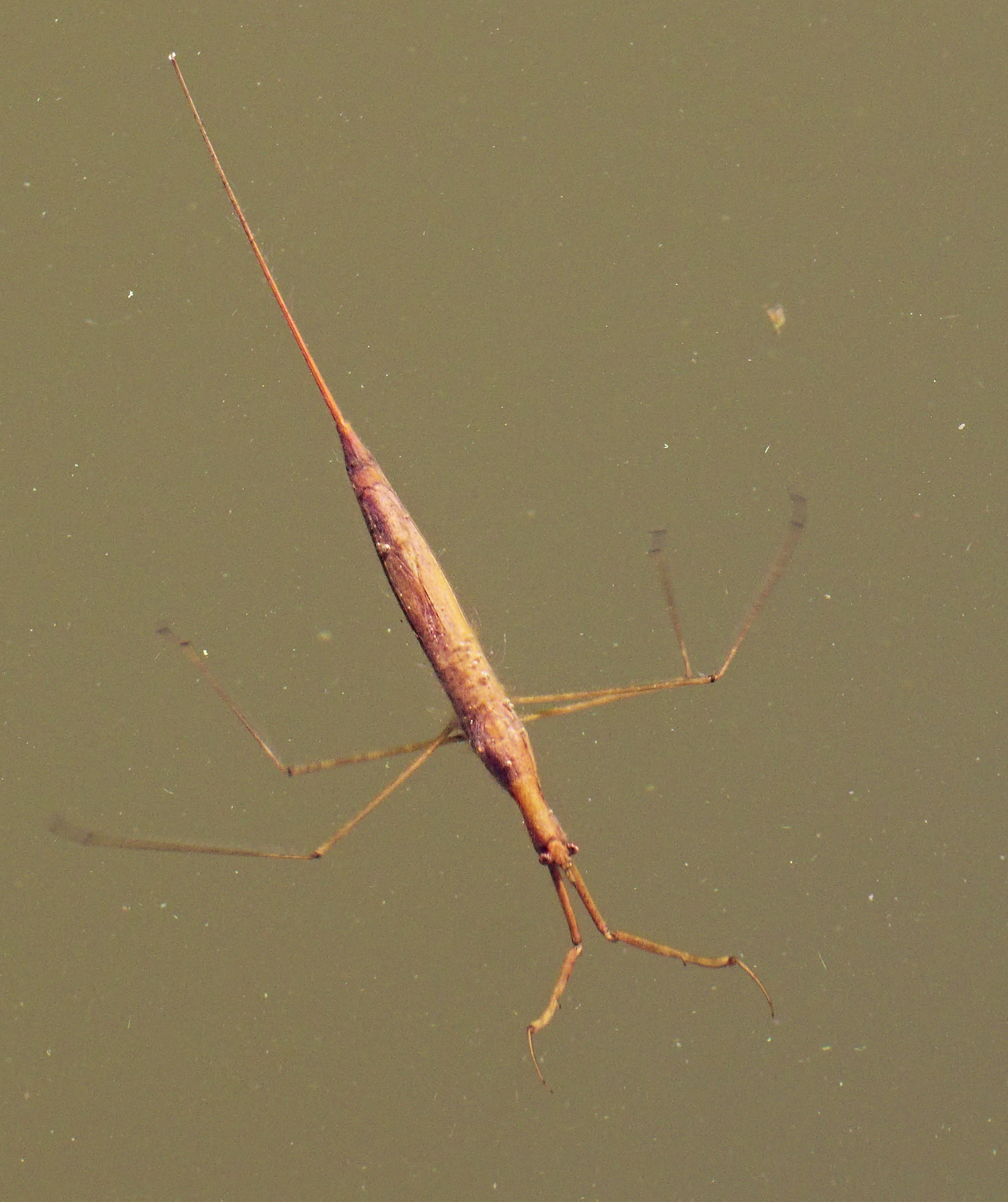
Ranatre linéaire en Hesse (Allemagne).
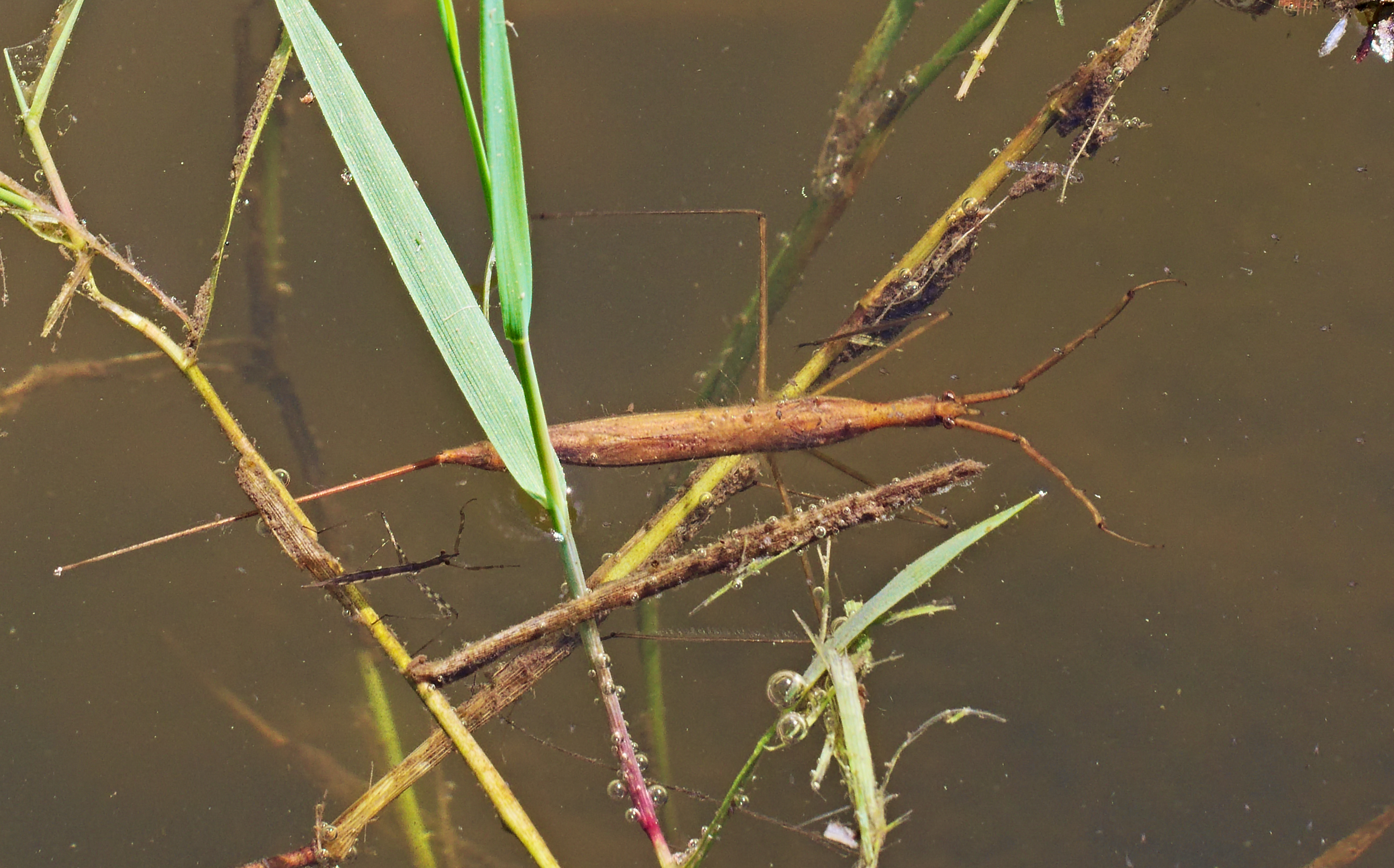
Ranatre linéaire dans son environnement.
- Ranatre linéaire à l'affut (dans un aquarium).
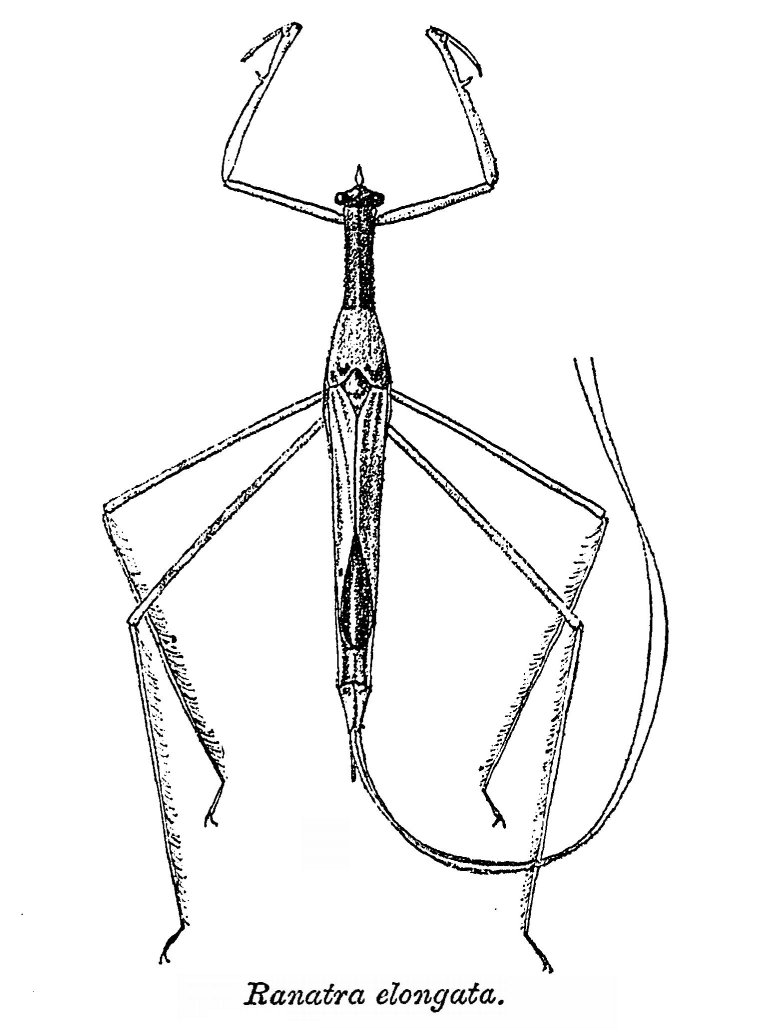
Ranatra elongata, qui possède un très long siphon.
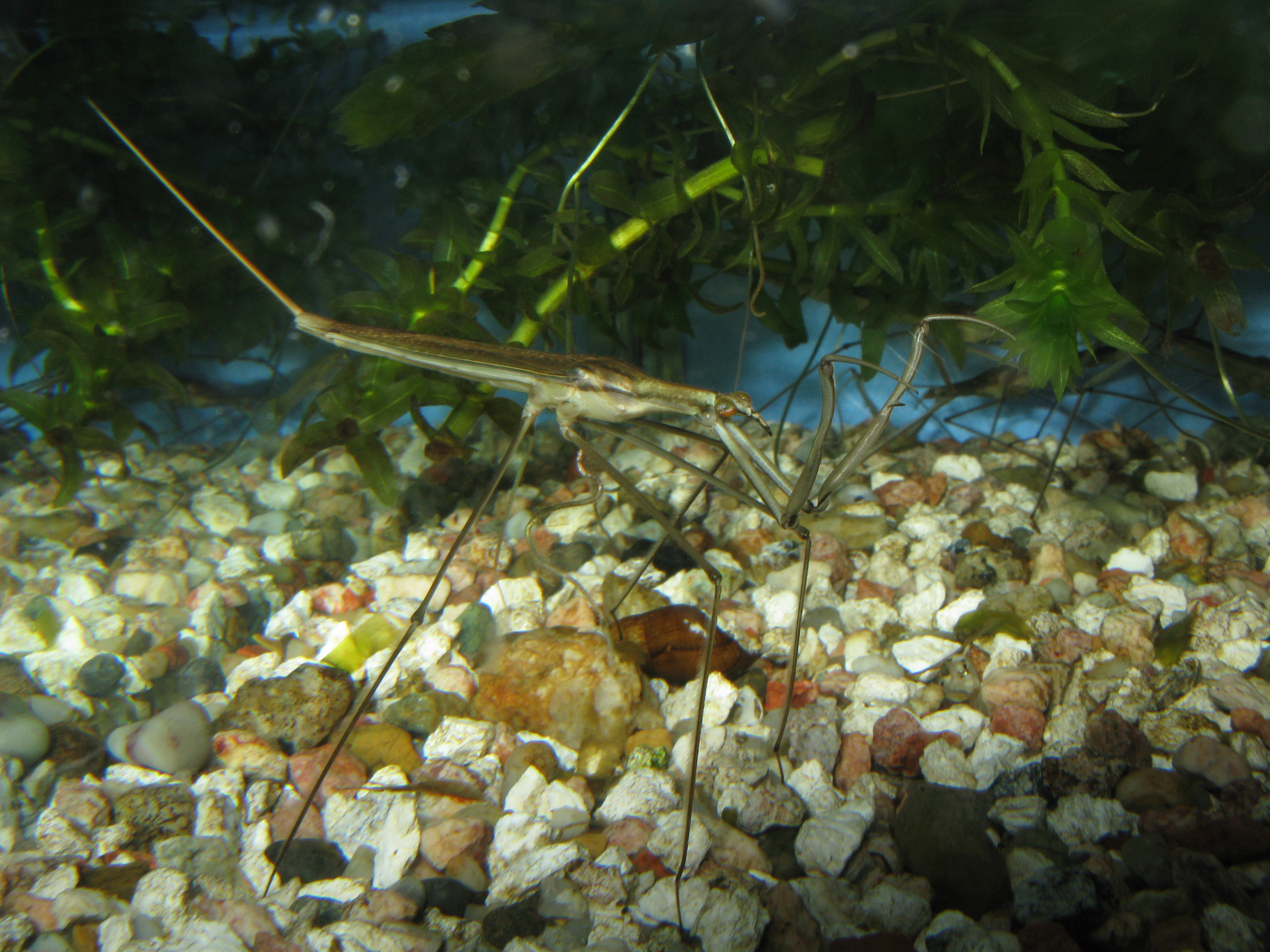
Ranatra chinensis en aquarium, au Musée des insectes d'Itami, (Japon).
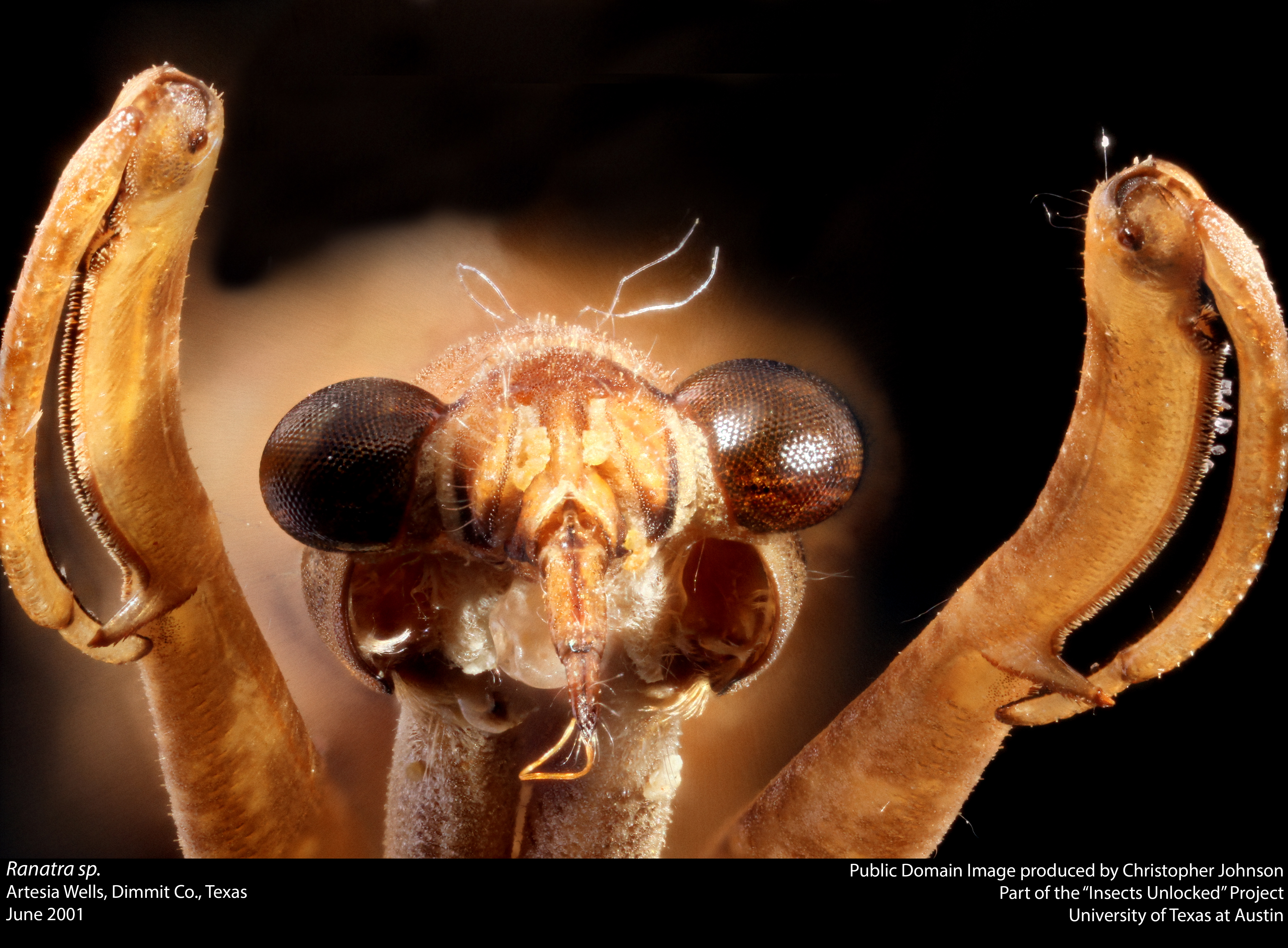
Gros plan de l'avant d'une Ranatre (Ranatra sp.), montrant ses grands yeux, et pattes avant ravisseuses.